# Cahuana
Cahuana ist eine Ortschaft im Departamento Oruro im Hochland des südamerikanischen Anden-Staates Bolivien.

## Lage im Nahraum
Cahuana ist zentraler Ort des Kanton Cahuana im Municipio Sabaya in der Provinz Sabaya. Die Ortschaft liegt auf dem bolivianischen Altiplano auf einer Höhe von 3761 m und wird eingerahmt von drei Berggipfeln, die mehr als eintausend Meter aus der Ebene von Cahuana aufragen: der Tata Sabaya (5430 m) im Südwesten, der Cerro Pariani (5077 m) im Südosten, und der Cerro Pumiri (4805 m) im Nordosten nahe der Ortschaft Sabaya.
Wenige Kilometer nördlich der Ortschaft fließt in östlicher Richtung der Río Sabaya, dessen im Jahresverlauf nur gelegentlich fließendes Wasser dreißig Kilometer weiter flussabwärts in den Salzsee Salar de Coipasa mündet.

## Geographie
Das Klima in der Region ist semiarid, der Jahresniederschlag liegt bei nur 200 mm (siehe Klimadiagramm Sabaya). Von April bis November herrscht Trockenzeit mit Monatswerten von weniger als 10 mm Niederschlag, die Feuchtezeit im Sommer ist kurz und der Regen wenig ergiebig. Die Jahresdurchschnittstemperatur liegt bei knapp 7 °C ohne wesentliche Schwankungen im Jahresverlauf, aber mit starken Tagesschwankungen der Temperatur und häufigem Frostwechsel.
Die Vegetation in der Region entspricht der semiariden Puna. Sie ist baumlos und setzt sich vor allem aus Dornsträuchern, Gräsern, Sukkulenten und Polsterpflanzen zusammen. Sie wird wirtschaftlich als Lama-, Alpaka- und Schafweide genutzt.

## Verkehrsnetz
Cahuana liegt in einer Entfernung von 205 Straßenkilometern südwestlich von Oruro, der Hauptstadt des gleichnamigen Departamentos.
Von Oruro aus führt die Nationalstraße Ruta 12 über 189 Kilometer in südwestlicher Richtung über Ancaravi und Huachacalla bis Sabaya und weiter nach Pisiga an der chilenischen Grenze. Von Sabaya aus führt eine unbefestigte Landstraße in westlicher Richtung, erreicht nach sechzehn Kilometern Cahuana und führt dann weiter zu den Ortschaften San Antonio de Pitacollo und La Rivera.

## Bevölkerung
Die Einwohnerzahl der Ortschaft ist in den vergangenen beiden Jahrzehnten auf mehr als das Dreifache angestiegen:
| Jahr | Einwohner | Quelle                   |
| ---- | --------- | ------------------------ |
| 1992 | 51        | gesamter Kanton Cahuana  |
| 2001 | 85        | Volkszählung Ort Cahuana |
| 2012 | 173       | Volkszählung             |
| 2024 |           | Volkszählung             |

Die Region weist einen hohen Anteil an Aymara-Bevölkerung auf, im Municipio Sabaya sprechen 62,9 Prozent der Bevölkerung Aymara.